# 彭毓橘
彭毓橘（1824年—1867年），字杏南，中國清朝湖南湘乡人，湘軍將領，曾国荃同年齡表弟。

## 生平
祖父彭宜仁，祖母曾氏为曾国藩的姑祖母，父亲彭庆龄，母亲曾氏为曾国藩姑母。他加入湘軍後，跟随曾国荃援助江西，积功叙县丞。後來擢升知府。恰逢大军下沿江诸要隘，渡江克太平府、芜湖，擢道员，赐号毅勇巴图鲁。在攻取天京戰役中，毓橘功为多，以布政使记名，予一等轻车都尉世职。之后授福建汀漳龍道道員，未及赴任，曾国荃疏调毓橘统湘军赴鄂進剿捻軍。1867年3月，部队抵达蕲水（今浠水），毓橘率小队，数百士卒，查探地势，在麒麟凹被捻軍包围，死伤略尽，毓橘马陷泥淖，被俘殺分屍。朝廷以布政使阵亡例议恤，建专祠，赠内阁学士，谥忠壮，加骑都尉世职，为三等男爵。

## 延伸阅读
[在维基数据编辑]
 《清史稿·卷414》，出自趙爾巽《清史稿》